# سحر الأسمر (مسلسل)
سحر الأسمر مسلسل هندي من إنتاج عام 2013.

## قصة المسلسل
قصة حب مؤثرة بين اثنين من رفاق الروح ساراس وكومود، يصبح حرمانهما من الفرحة مصيرا وقدرا يلاحقهما طيلة حياتهما. ورغم محاولة كل منهما الابتعاد عن الآخر وأن يتيح له الفرصة في أن يعيش بهدوء، تصر الحياة على أن تجمعهما دائما في مواقف صعبة.
قصة حب تتأرجح أحداثها صعودا وهبوطا، لكنها رغم صدق المشاعر تنتهي بالفشل بسبب تخلى ساراس عن كومود بعد علمه أن والده هو من دفع والدته للانتحار وصديقه سانى ينصحه بعدم ترك كومود ويستجيب له ويسافر للهند ليتزوجها لكن سولانكى ينتظره عند الباب ويضربه حتى لا يستطيع الدخول ومنع الزواج، ويظل ساراس يبادل كومود الحب غير المشروط رغم زواجها في نهاية المطاف من شخص آخر. وعلى الرغم من صعوبة التجربة التي تخوضها كومود وارتباطها بشخص مدمن، تقرر توجيه كل مشاعرها لرعايته وأداء واجبها تجاهه، لكن هذا الإخلاص لم يكتب لها النجاة من المشكلات المستمرة والدائمة، ولم يساعدها على الخلاص من هذا القدر المظلم في النهاية إلا الرجل الأول في حياتها.
إنها حكاية كلاسيكية عن الحب والغيرة وأوجاع القلوب، قصة تجسد التوق والشوق والمعاناة بين شخصين أبعدت بينهما المسافات لكن قلبيهما ظلا جنبا إلى جنب إلى آخر الطريق ولكن في نهاية الامر سيظل الاثنان معا بعد كل الظروف والمشاكل المحيطة بهم.

## وصلات خارجية
- saraswatichandra على موقع IMDb (الإنجليزية)
- saraswatichandra على موقع كينوبويسك (الروسية)
- saraswatichandra على موقع قاعدة بيانات الفيلم (الإنجليزية)